# Захаров, Алексей Вячеславович
Алексей Вячеславович Захаров (род. 27 апреля 1974) — российский футболист, полузащитник.

## Биография
В начале карьеры выступал в клубах второй и третьей российских лигах за ТРАСКО (1992) и дубль ЦСКА (1993—1994). В 1994—1997 годах играл в израильских командах «Маккаби» Петах-Тиква, «Хапоэль» Бат-Ям и «Хапоэль» Беэр-Шева. В 1998 году играл во втором российском дивизионе за «Торпедо-ЗИЛ» Москва. Профессиональную карьеру завершил в чемпионате Казахстана, выступая в составе клубов «Аксесс-Есиль» / «Аксесс-Голден Грейн» / «Есиль-Богатырь» Петропавловск (1999—2001) и «Иртыш» Павлодар (2003).